# Rosa María Corcho
Rosa María Corcho Olaya (Barranquilla, 19 de marzo de 1973) es una periodista y presentadora colombiana.

## Biografía
Estudió administración de empresas hoteleras y turísticas de la Universidad Autónoma del Caribe.
En su etapa universitaria, estudió y trabajó al mismo tiempo. Inició en el canal  regional Telecaribe y como directora comercial y de mercadeo en reconocidas empresas de seguros. Durante su paso de siete años por Estados Unidos, se incorporó a la cadena Univisión, en Tampa. 
Regresó a Colombia y fue contratada como presentadora de noticias de Caracol Televisión en 2006 y permaneció allí hasta 2011. En 2013 pasó al noticiero de televisión por cable colombiano Red + Noticias, de Claro Colombia, junto a Camila Zuluaga y Hernando José Gómez.  En 2014, fue candidata al Senado de Colombia, por el Partido de la U, pero no obtuvo los votos necesarios.